# Little Compton
Little Compton – wieś i civil parish w Anglii, w Warwickshire, w dystrykcie Stratford-on-Avon. W 2011 civil parish liczyła 365 mieszkańców. Little Compton jest wspomniana w Domesday Book (1086) jako Contone.